# Graficzny interfejs użytkownika

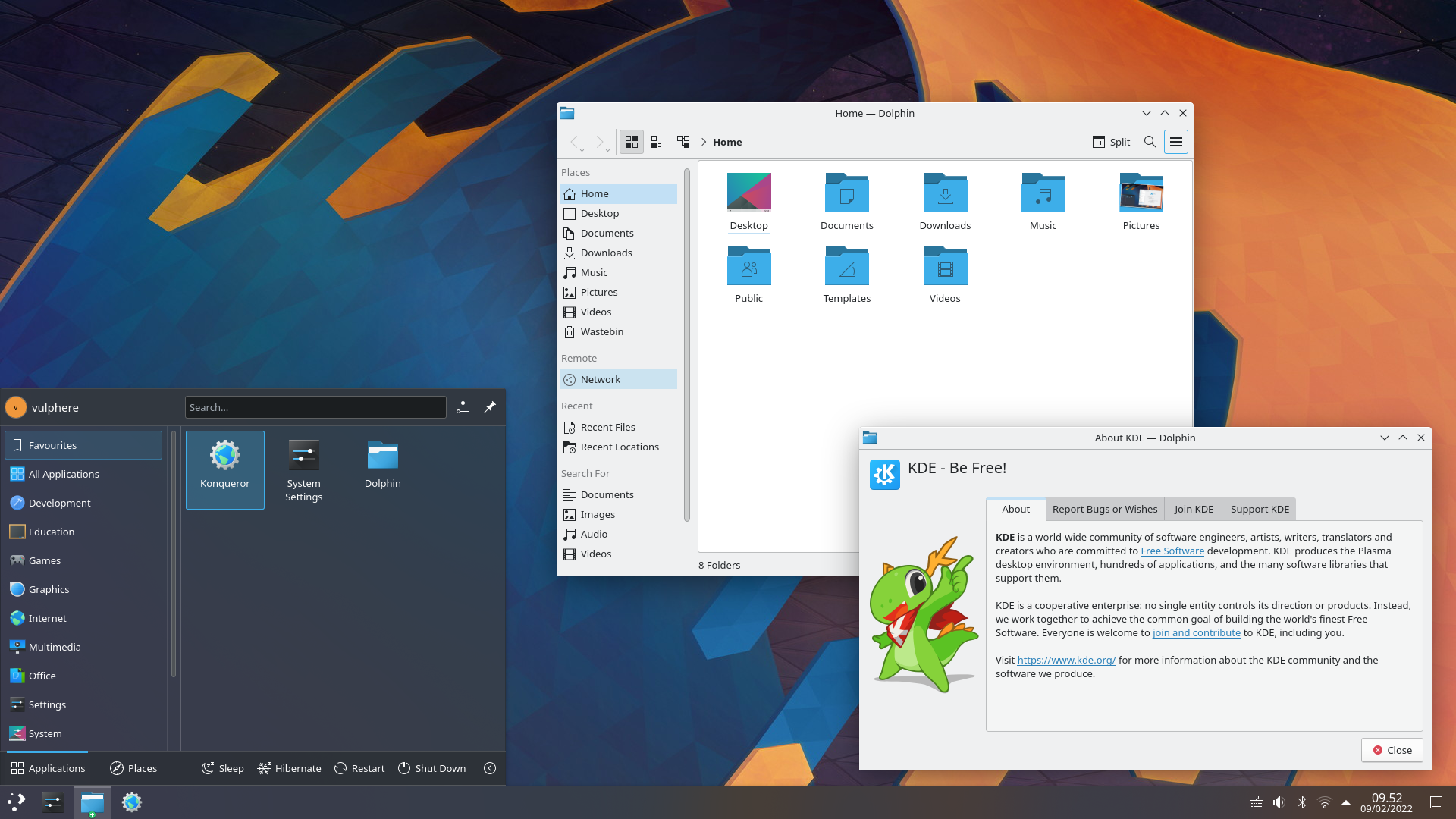
KDE Plasma 5

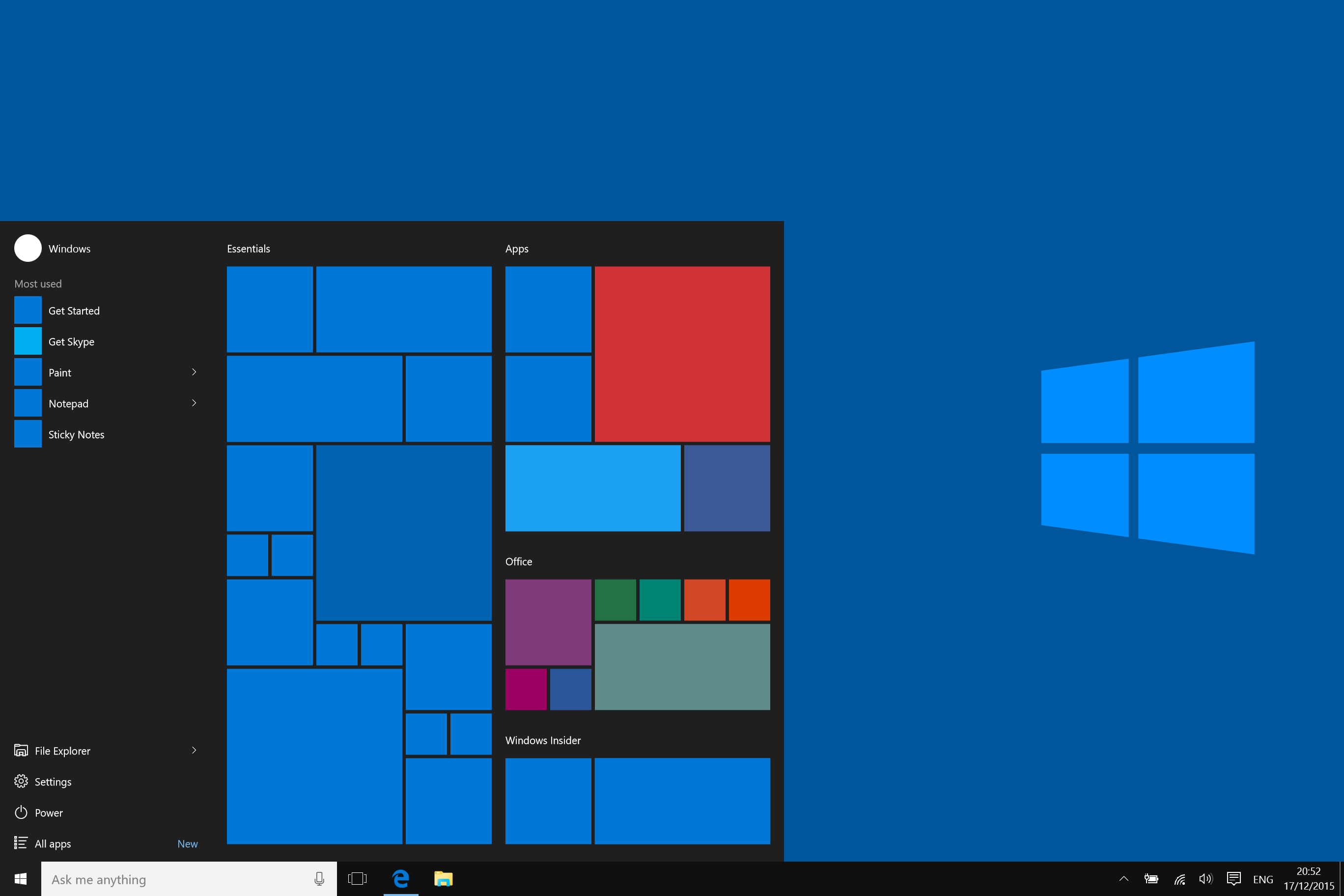
MDL2 (Windows 10)

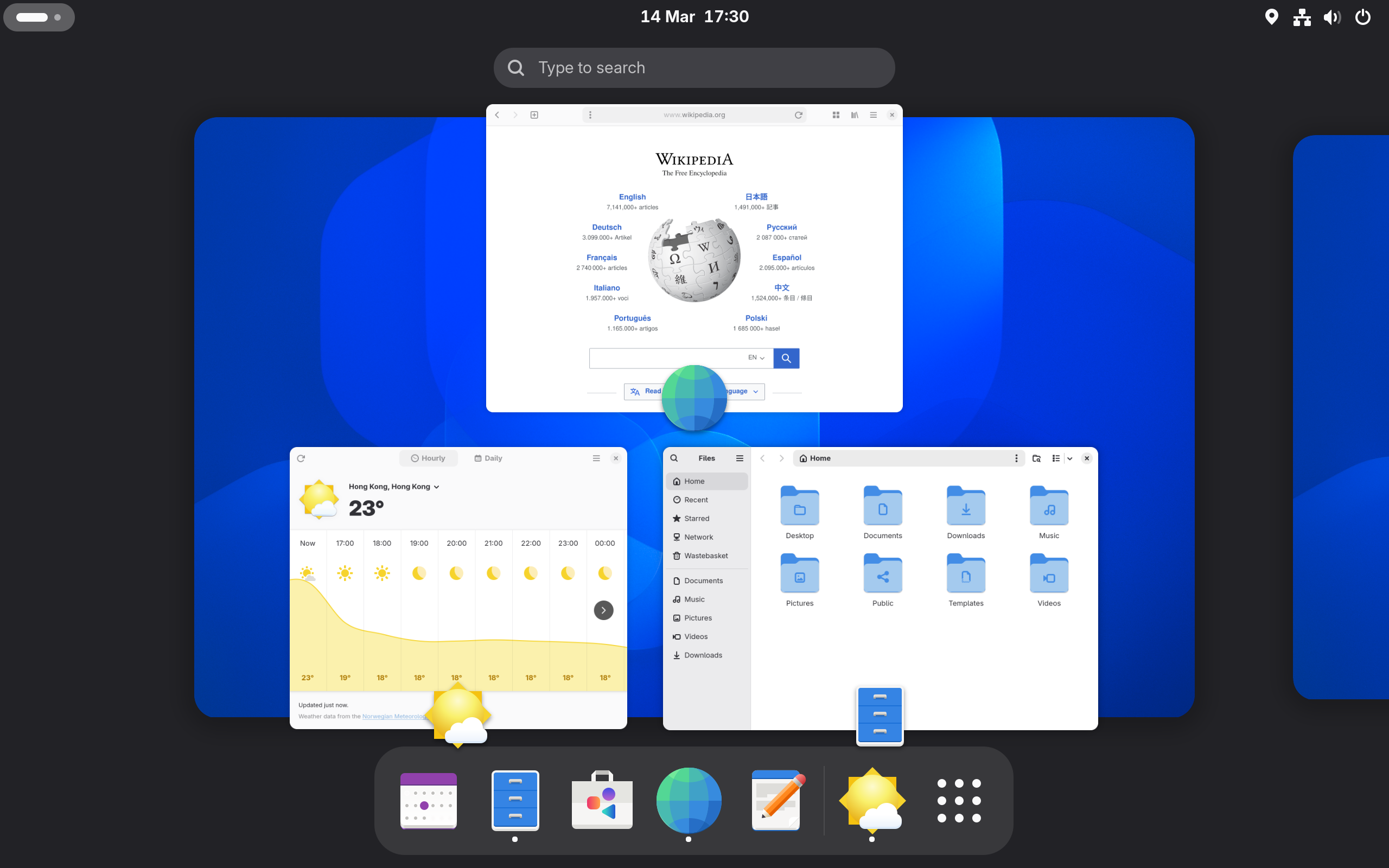
GNOME 4

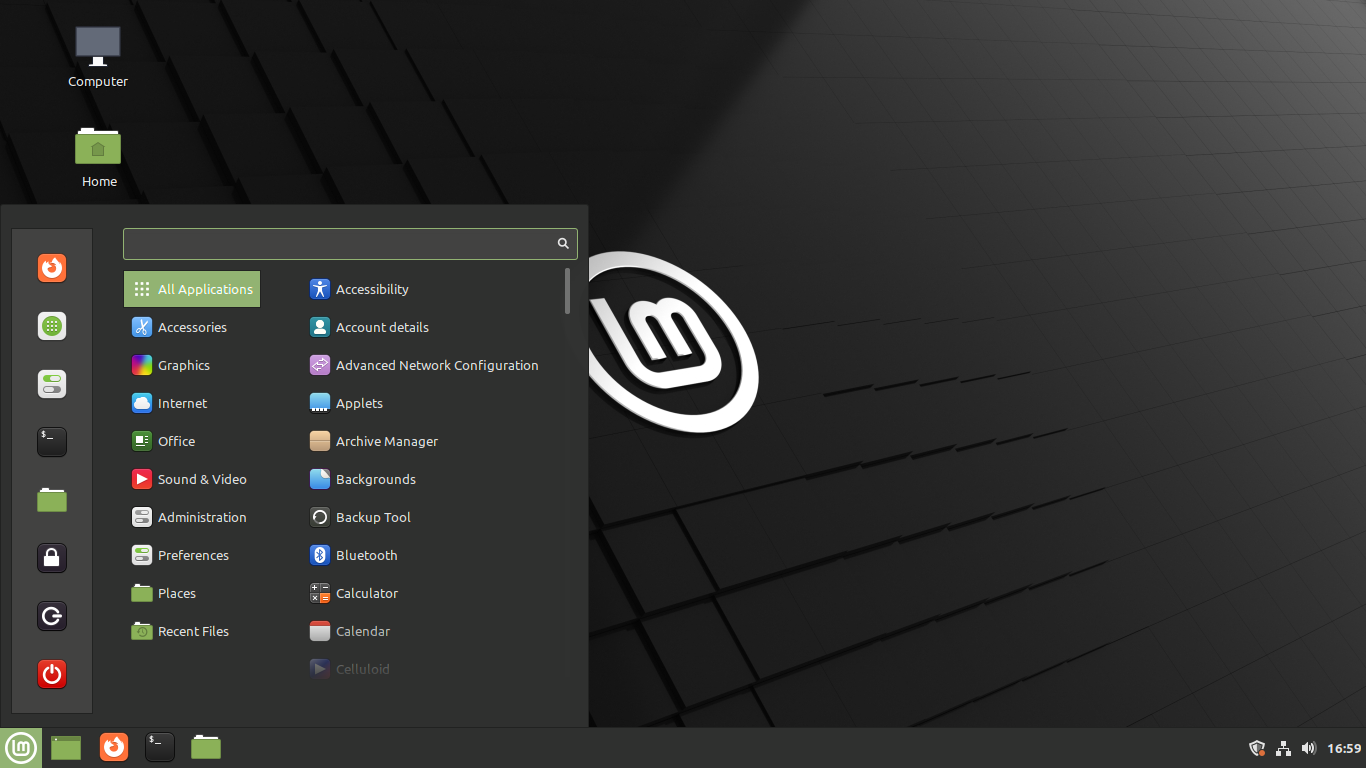
Cinnamon (Linux Mint)

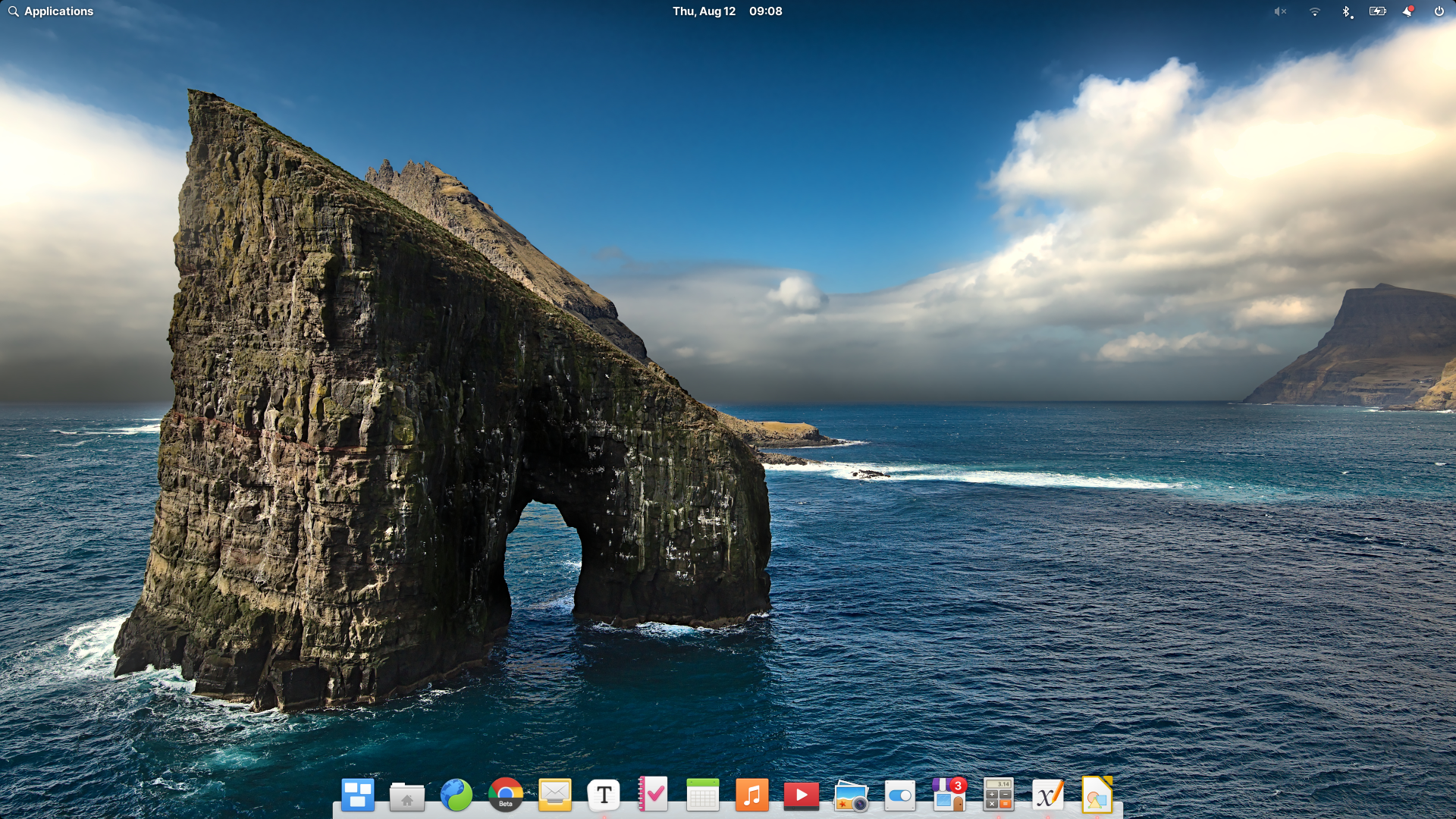
Pantheon (elementary OS)

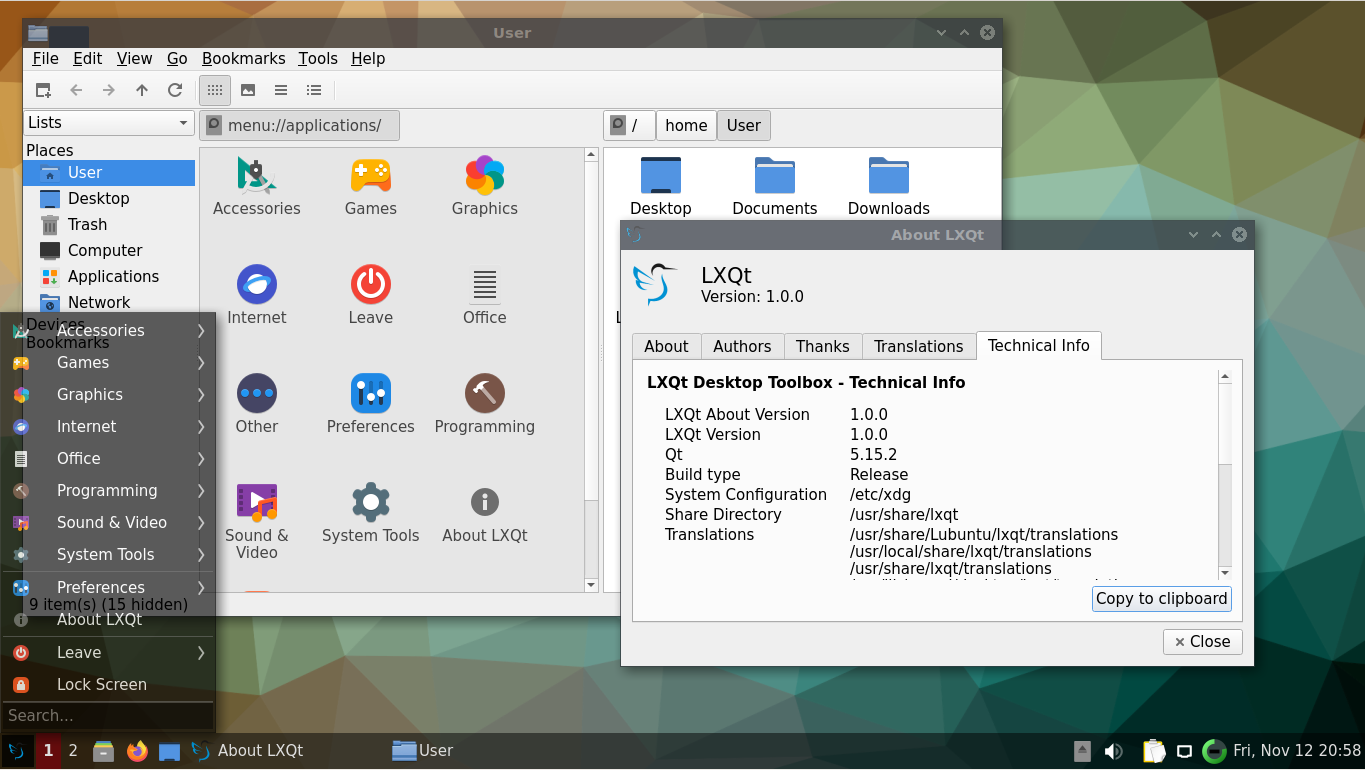
LXQt

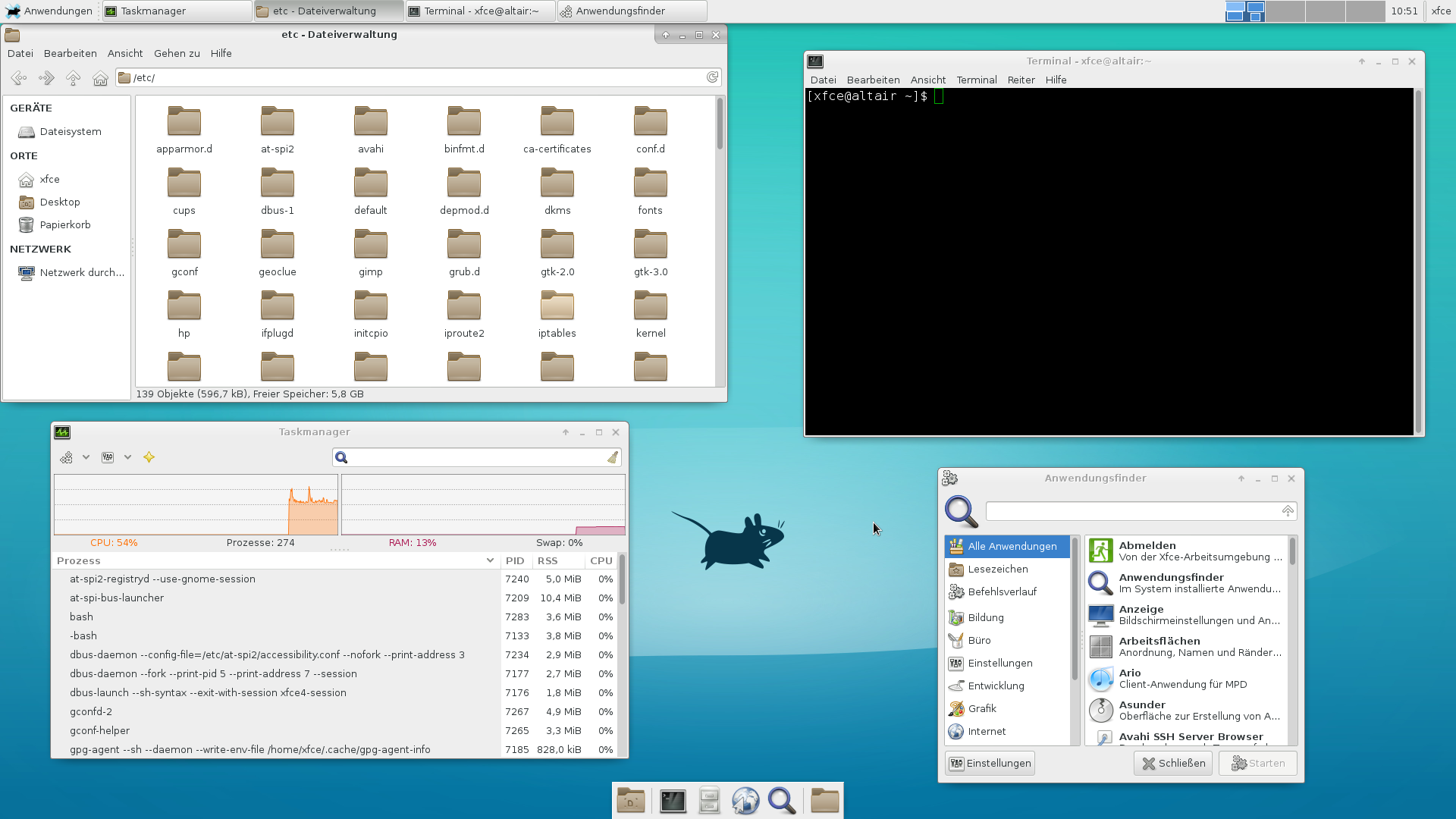
Xfce

Graficzny interfejs użytkownika, interfejs graficzny, środowisko graficzne (ang. graphical user interface, GUI) – określenie sposobu prezentacji informacji przez komputer oraz interakcji z użytkownikiem, polegającego na obsługiwaniu widżetów i rysowaniu.

## Historia
Interfejs graficzny został wymyślony przez przedsiębiorstwo Xerox w latach 70. XX wieku w laboratorium PARC, a następnie później wykorzystywany i udoskonalany przez inne przedsiębiorstwa.
W Polsce pierwsze interfejsy graficzne powstały w latach 70. do maszyn Odra 1204 (używane były m.in. w Wojskowej Akademii Technicznej). Do sterowania służyło pióro świetlne oraz prototyp trackballa.

## Charakterystyka
Środowisko graficzne jest grupą wzajemnie współpracujących programów, zapewniającą możliwość wykonywania podstawowych operacji na komputerze (uruchamianie programów, poruszanie się po katalogach, wprowadzanie ustawień) w trybie graficznym, najczęściej okienkowym. Zapewnia alternatywny dla wiersza poleceń (konsoli tekstowej) sposób pracy na komputerze.
Najważniejszym elementem graficznego interfejsu jest okno programu (lub kilka takich okien) prezentowane na pulpicie. Bezpośrednio na pulpicie lub wewnątrz okna są rozmieszczone (najczęściej w formie graficznych ikon lub menu) elementy interakcyjne, zwane widżetami (lub „kontrolkami”, nawiązując do pulpitów sterowniczych). Użytkownik komunikuje się z aplikacją pośrednio przez te widżety, najczęściej za pomocą myszy i klawiatury. Mysz jest odpowiedzialna za przesuwanie kursora, wskazującego odpowiednią pozycję na ekranie, a naciskanie przycisków jest związane z obszarem, w którym zawiera się aktualna pozycja kursora. Klawiatura jest związana z pojęciem „skupienia”. Jest to stan, który może posiadać w jednym momencie dokładnie jeden widżet w całym systemie okienkowym. Jeśli użytkownik naciska klawisze, informacja o tym przekazywana jest do tego widżetu, który aktualnie „posiada skupienie”.

## Wybrane środowiska graficzne
Dla systemów uniksowych – wolne
- Budgie
- Cinnamon
- Common Desktop Environment (CDE)
- FVWM-Crystal
- GNOME
- KDE Plasma
- Lumina
- LXDE
- LXQt
- MATE
- Pantheon
- Unity
- Xfce

Środowiska zintegrowane z systemem operacyjnym
- Aero – Windows Vista i Windows 7
- Aqua – OS X
- Luna – Windows XP
- MDL2 – Windows 10
- Modern UI – Windows 8.1
- MS-DOS Executive – Windows 1.x i Windows 2.x
- Tracker – Haiku
- środowisko systemu Atari TOS
- środowisko systemu Chrome OS
- środowisko systemu NeXTStep
- środowisko systemu OS/2
- środowisko systemu ReactOS

Inne
- GEM (Atari ST, Atari TT, Atari Falcon itp.)
- Seal
- Workbench (Amiga)
- SymbOS, dla 8-bitowego procesora Z80 – graficzny system operacyjny umożliwiający na komputerze z tym procesorem (np. Amstrad z rozszerzeniem M4 Wifi) korzystanie z Internetu, w tym używanie klienta IRC[1]